# Fortifications de la plage des Rosaires
Les fortifications de la plage des Rosaires sont un ensemble de plusieurs casemates positionnées sur quatre positions différentes dans la commune de Plérin dans les Côtes-d'Armor. Elles ont toutes été construites dans la station balnéaire des Rosaires entre 1940 à 1944.

## Historique

### Contexte
Le 18 juin 1940, la Wehrmacht (armée allemande du Troisième Reich) entre dans la ville de Rennes, puis le 19 juin c'est au tour de Saint-Brieuc. La commune de Plérin est probablement occupée le même jour.
Durant la Seconde Guerre mondiale, les Allemands construisent, quelque temps après leur arrivée dans la commune de Plérin au début de septembre 1940, des ouvrages militaires fortifiés sur la côte, sous maîtrise d'ouvrage de l'Organisation Todt faisant partie du mur de l'Atlantique, qu'ils nomment sur quatre positions différentes. Les quatre points de fortifications sont l'entrée du port du Légué et la pointe de Châtel Renault (Wn Po 06 et Po 07), la pointe du Roselier (Wn Po 08) et la plage des Rosaires (Wn Po 09). Wn est l'abréviation de Widerstandsnest (nid de résistance), Po pour le secteur de Pontrieux et les chiffres pour le numéro du secteur ; ils sont donc à suivre d'Est à l'Ouest. La plupart de ces infrastructures sont toujours présentes.

### Durant l'occupation
Le 20 janvier 1943, l'avion Allié Mosquito FB.IV immatriculé DZ466 a atterrit en catastrophe sur la plage de Rosaires. Après avoir décollé de Benson et avoir effectué sa mission de photographie aérienne de Vienne et Linz, il a été contraint de se poser sur la plage durant son trajet de retour. À l'atterrissage, les hélices furent endommagées et pliées. Les deux hommes à bord sont faits prisonniers et l'avion a été récupéré et convoyé au « 2./Versuchsverband Ob.d.L. » (Oberbefehlshaber der Luftwaffe), escadrille surnommée le cirque Rosarius, une unité spéciale de la Luftwaffe chargée de tester les avions ennemis capturés. L'avion a ensuite été repeint au couleurs du Troisième Reich mais n'aurait jamais revolé par la suite,.
Le dimanche 23 janvier 1944, le général Erwin Rommel vient inspecter les fortifications de Roscoff jusqu'à la plage de Rosaires. Il passera sa fin de journée et la nuit à Guingamp,. Le mercredi 17 mai 1944, il vient contrôler les ouvrages défensifs de la baie de Saint-Brieuc, dont également ceux de Plérin. Selon une autre source, Rommel serait ce jour-là dans le secteur de Pléneuf-Val-André.

### Après 1944
Vers 1991, est détruit le bunker Regelbau 631 du secteur S9. L'année suivante est construit le bâtiment Golden Bay, à l'emplacement du bunker.
En janvier 2014, après le débroussaillage d'un terrain en friche en haut de l'avenue du Trégor, deux bornes de la Liberté en ciment d'un mètre de haut ont été découvertes par des passionnés locaux d'histoire. Après avoir informé la presse locale et effectués quelques recherches, ces bornes ont été approuvés comme étant des copies. Elles ont été faites par le propriétaire du terrain en question et posé à cet endroit afin d’éviter le stationnement de voitures gênantes. Deux autres bornes ont été également présentes boulevard de Cornouailles, le tout installés en 1995. Elles sont toutes aujourd'hui disparues. Un total de cinq autres bornes de la Liberté sont répertoriées en Côtes-d'Armor : à Pordic, Binic, Lamballe, Moncontour et Saint-Mayeux,.

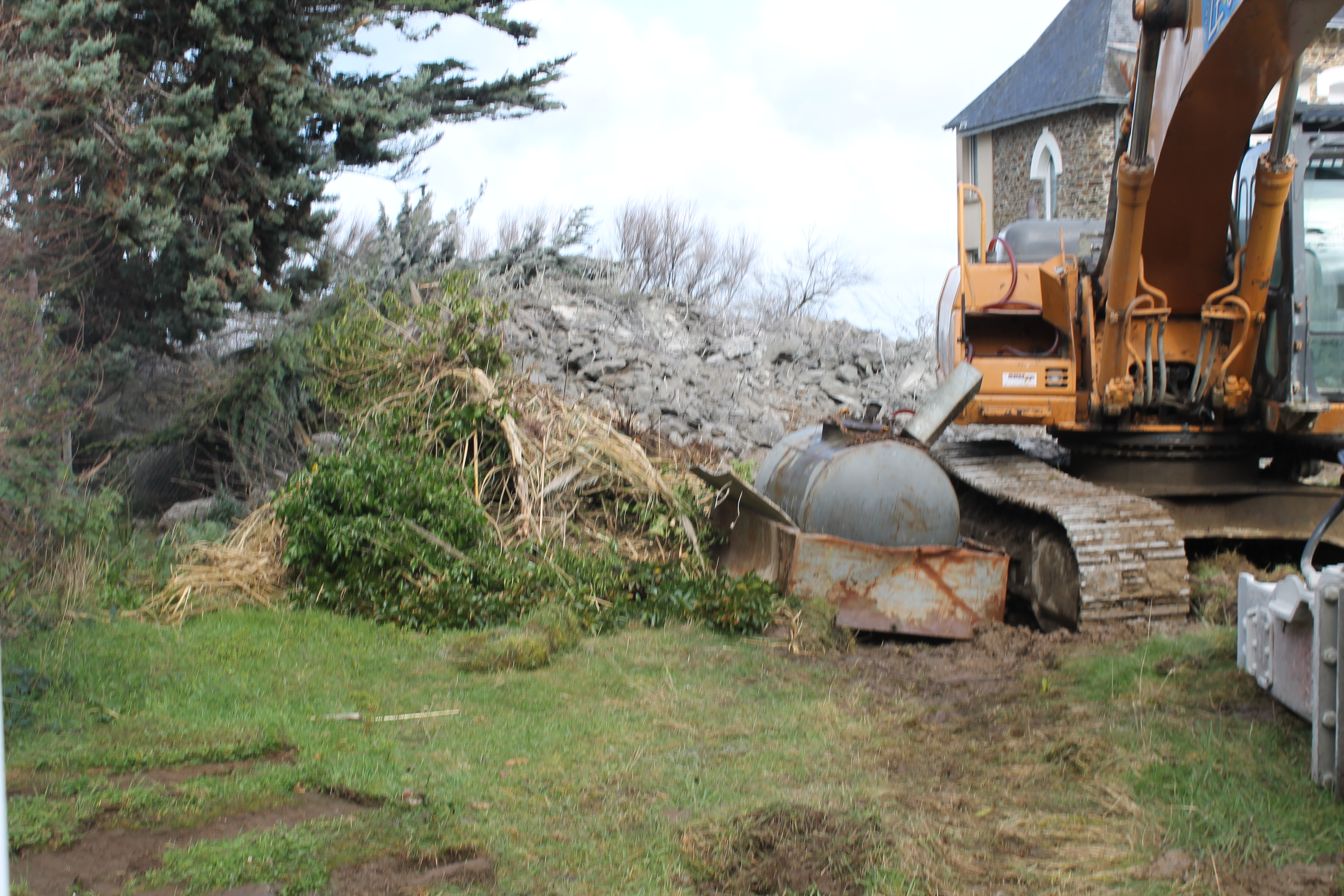
Démolition de la casemate Regelbau 621 en 2014.

Entre février et avril 2014, le bunker Regelbau 621 du secteur S9 est entièrement détruit au brise-roche hydraulique pour laisser place à une résidence d'habitation de sept logements, appelée Villa Rosarienne. Après trois ans de bataille juridique et malgré le refus du permis de construire par la mairie, le tribunal administratif contraint à accepter le projet, ainsi le promoteur immobilier eu gain de cause,,. Le bunker était remplis d'eau, car installé en zone inondable. Lors de la démolition, après avoir détruit la partie supérieure, l'eau a entièrement été retirée et un poêle de forteresse a été trouvé. Celui-ci a été sauvegardé par une association du Finistère, Gerfaut 29.

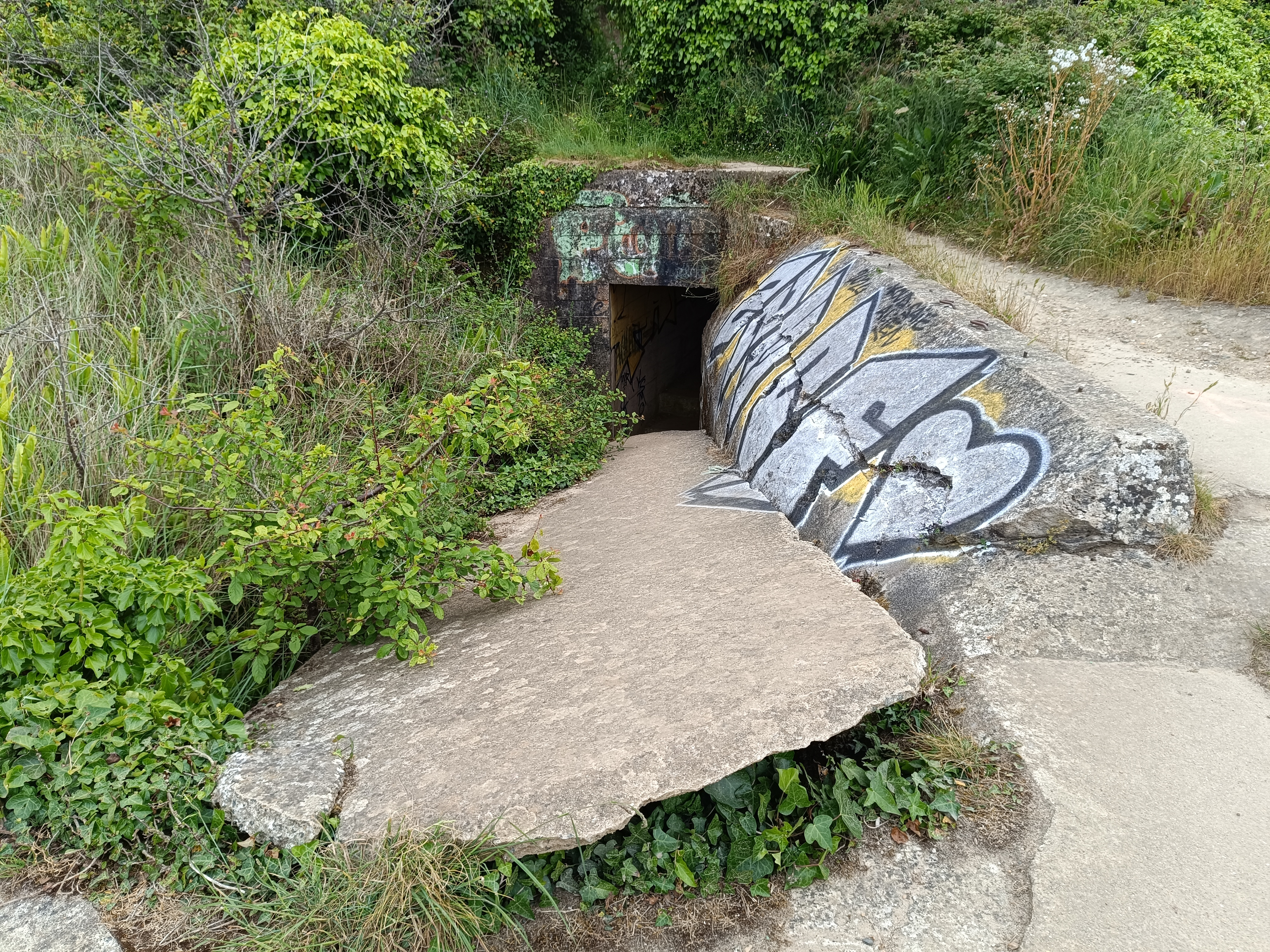
Tunnel abîmé en 2015. À droite, le bunker type 667, ayant son angle de tir vers Tournemine.

En mars 2015, plusieurs obus ont été trouvés sur la plage de Tournemine. Des artificiers les ont récupérés et sans prévenir la mairie, les ont fait sauter dans le tunnel du secteur Wn Po 09c. L'explosion a fait souffler le béton, dont la partie qui avait été rajoutée après l'occupation allemande.
À l'heure actuelle, aucune étude des lieux a été officiellement effectuée.

## Description
Ce secteur était divisé en quatre positions différentes.

### SecteurS9
Ce premier emplacement est le point névralgique de la plage des Rosaires. Il disposait d'une casemate type Regelbau 621, dont l'utilité était d'abriter et loger un groupe de dix soldats. Cette casemate disposait d'un double accès avec portes blindées, d'un sas d'accès contre les gaz et d'un poste d'observation avec périscope,. Situé dans le boulevard de la Côté d'Émeraude au Sud-Est de la Villa Ker Louisette, il a été entièrement détruit au brise-roche hydraulique en 2014 et remplacé par une résidence d'habitation,,.
Une seconde casemate, de plus petite taille type Regelbau 631, était situé à l'Est de la Villa Ker Louisette. Celle-ci était utilisée pour du combat et disposait de deux embrasures pour des pièces d'artilleries antichars de type 4,7-cm-Festungs-PaK (t) de marque Skoda. Détruit vers 1991, elle était à l'emplacement actuel du bâtiment Golden Bay, construit l'année suivante.
Placé à l'emplacement actuel de l'esplanade, était disposé un blockhaus de combat à deux ouvertures (vers l'Est et vers l'Ouest) ; il a été le premier à être démoli après la guerre.
Deux tobrouks sont également construits dans le centre des Rosaires. Le premier était à l'angle de l'avenue de la Duchesse Anne et du boulevard du Roi d'Ys et le second était placé entre l'avenue d'Aiguillon et le boulevard de la Côté d'Émeraude. Ils sont tous les deux détruits ou totalement enterrés.
Un cantonnement, regroupant au minimum deux bâtiments en bois, a été construit près du Rosaria afin d'y loger plusieurs unités de soldats. Celui-ci était situé au l'angle de l'esplanade et de l'avenue de la Duchesse Anne,.

### SecteurWn Po 09a

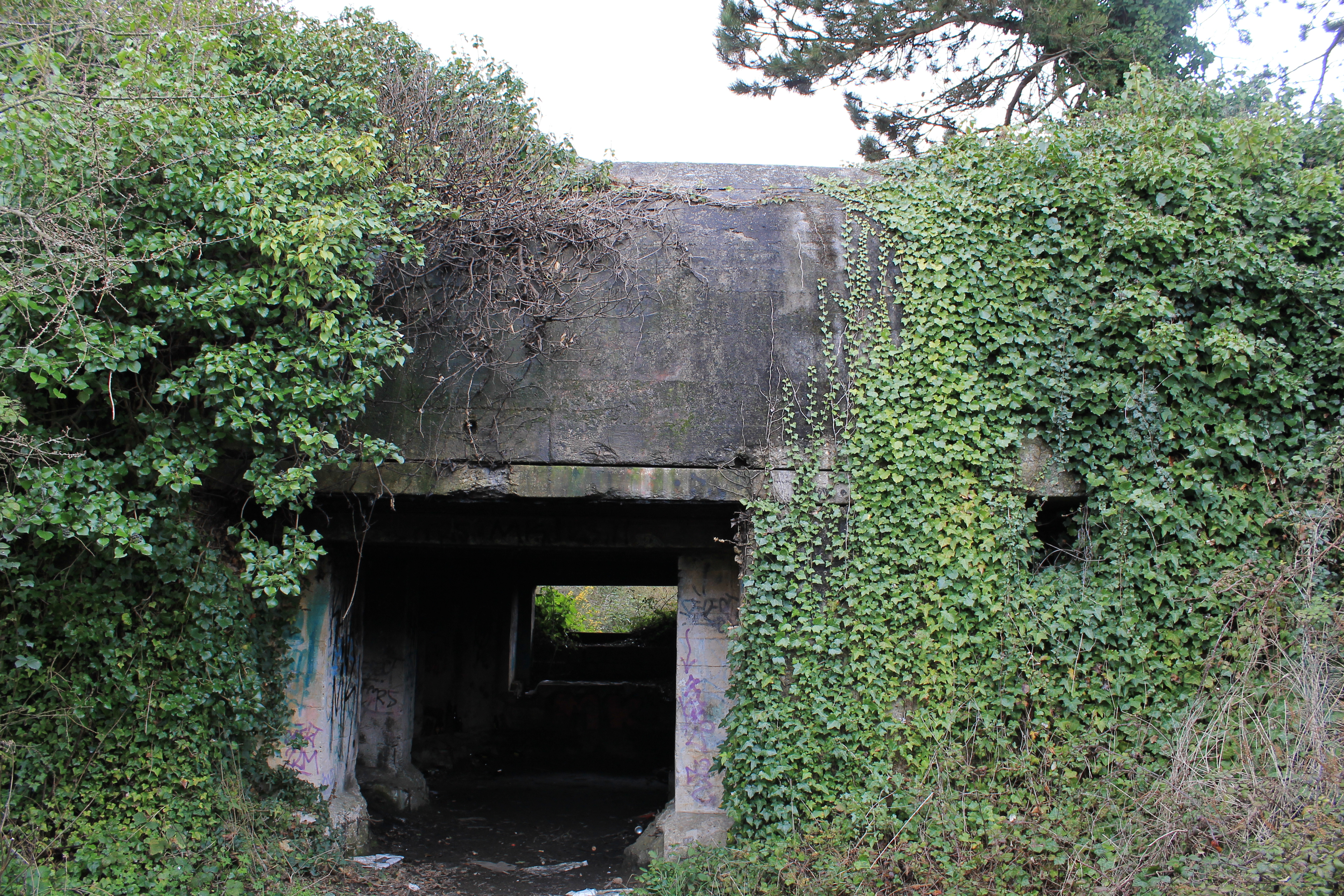
Vue arrière du bunker type 680, près des Villes Gaudu.

Ce secteur se situe dans le côté Ouest de la partie habitée des Rosaires. Coté plage, ont été construites deux casemates de combat. Au carrefour des avenues du Trégor et de Guérande, un Regelbau 680, pointait son angle de tir vers le Sud-Est avec un canon ; il a été détruit afin de faciliter la circulation.
Au bout du boulevard de Cornouaille, derrière la Villa Seulette, un Regelbau 631 est toujours présent et disposait d'un canon Pak 36. Une maison a été construite dessus,.
Côté colline, dans un bois près de la rue de la Falaise, ont été construits un second Regelbau 680 pointant son angle de tir vers l'Ouest en direction des Villes Gaudu, ainsi qu'une casemate pour mitrailleuses et réserve de munitions de type VF (Verstärkt Feldmässigen - Renforcement de terrain). Ce secteur doit probablement disposer d'autres constructions tel que des tobrouks, visible sur des images aériennes, mais aujourd'hui non visible en raison de la forte végétation présente.

### SecteurWn Po 09b
Une unique casemate, de type Regelbau 612, a été construite sur cette position, située sur les hauteurs de la falaise entre la pointe du Poissonet et la plage de Tournemine. Positionnés en direction de la pointe de Lagonz, les allemands s'entraînaient à viser et tirer sur le rocher Hervian avec un canon, expliquant les éboulis qui sont actuellement sur la plage visible à marée basse.
En 2015, a été retrouvé deux obus dans ce secteur à la suite des grandes marées,. La casemate est aujourd'hui totalement enfouie sous la végétation.

### SecteurWn Po 09c
La pointe du Poissonnet, séparant les plages des Rosaires et de Tournemine, est l'emplacement de cette dernière position fortifiée de la commune de Plérin. Celle-ci a été construite dos à la falaise, permettant une protection supplémentaire. Un ensemble de trois casemates, de deux tobrouks et d'une tranchée semi-couverte ont été construits. Grâce à cette configuration, elle permet d'avoir une cour intérieure fermée et protégée. La cour mène à deux casemates, dont un qui servait d'abri pour un groupe de dix soldats (Regelbau 621). Celui-ci à l'intérieur endommagé par un explosif, probablement effectué délibérément par les allemands au moment de leurs départs. La seconde casemate de la cour est un Regelbau 677 de combat, équipé d'un canon visant au Sud-Est vers la plage des Rosaires. Entre ces deux casemates, un tobrouk de défense du site était probablement équipé d'une mitrailleuse lourde. Accolée à ce tobrouk, d'une tranchée couverte d'environ 20 mètres mène à un troisième blockhaus de combat (Regelbau 667) ayant son angle de tir vers la plage de Tournemine, au Nord-Ouest,. La partie arrière de cette casemate est à l'air libre, protégée par un mur bétonné d'une hauteur d'inférieur à 2 m dans une tranchée. Celle-ci mène au second tobrouk via un autre tunnel, équipé d'une tourelle de Char Renault FT avec un canon de 37 mm SA 18, ayant un angle de tir de plus de 250°,.
Après la guerre, le mur de protection du Regelbau 667 a été surélevé par des agglos d'environ 3 mètres de haut et le tout a  été recouvert par une plaque de béton faisant une tunnel une longueur de 39 mètres. La plaque de béton a été endommagée dans les années 2010. Le reste est toujours visible mais sous une dense végétation.

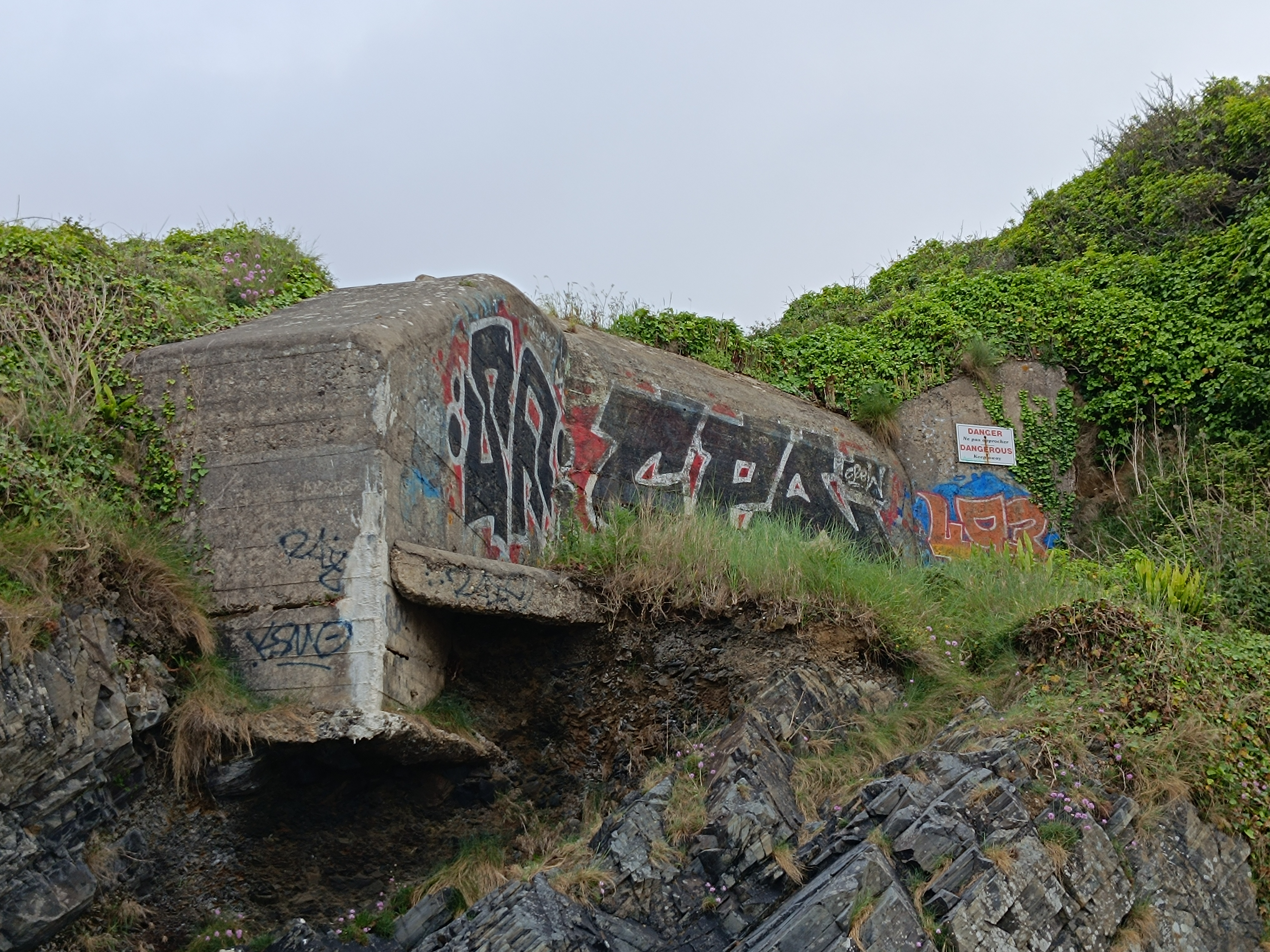
Bunker Regelbau 667, ayant son angle de tir vers Tournemine.
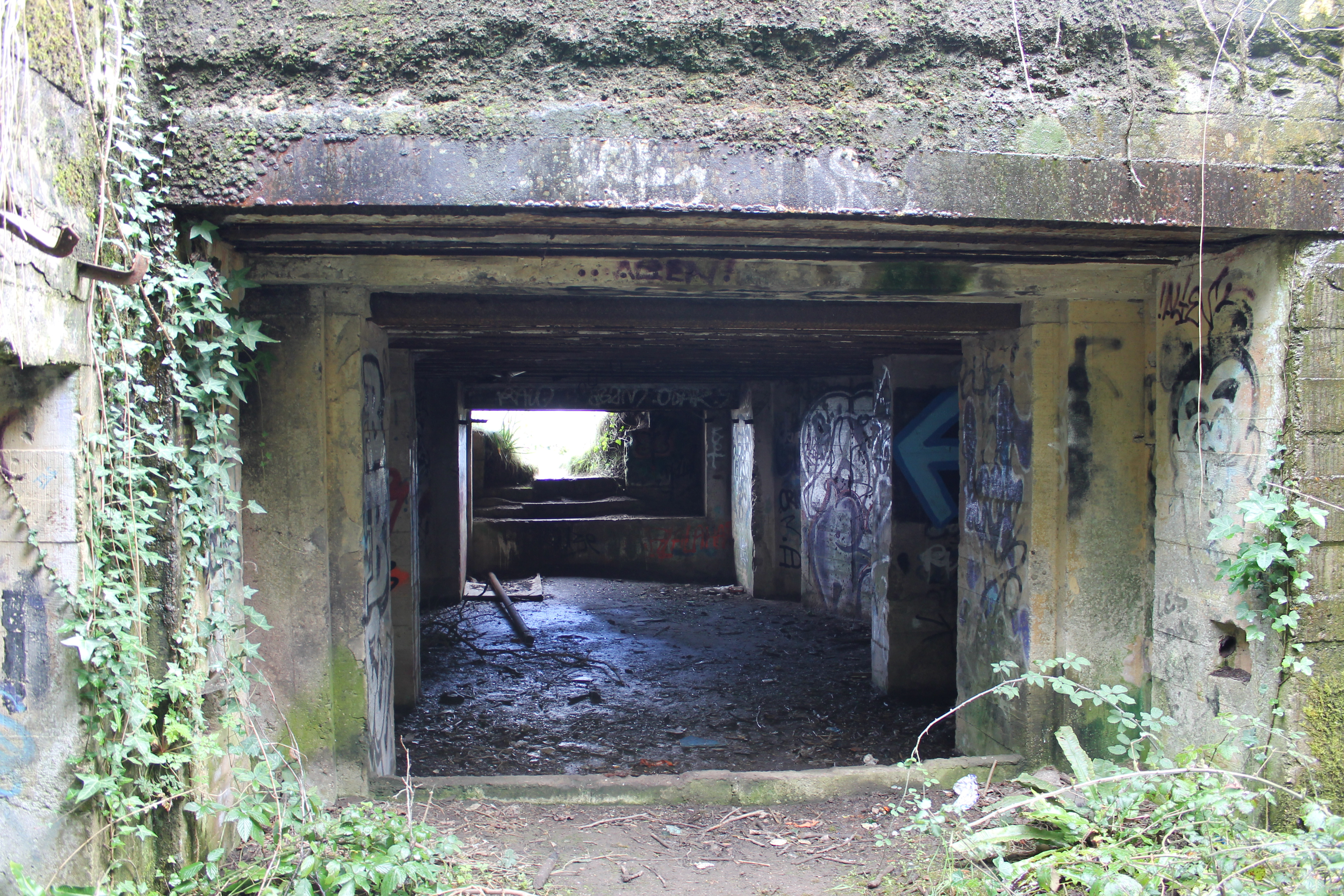
Vue intérieur du Regelbau 677 depuis la cour intérieure, ayant sont angle de tir vers le Sud-Est.
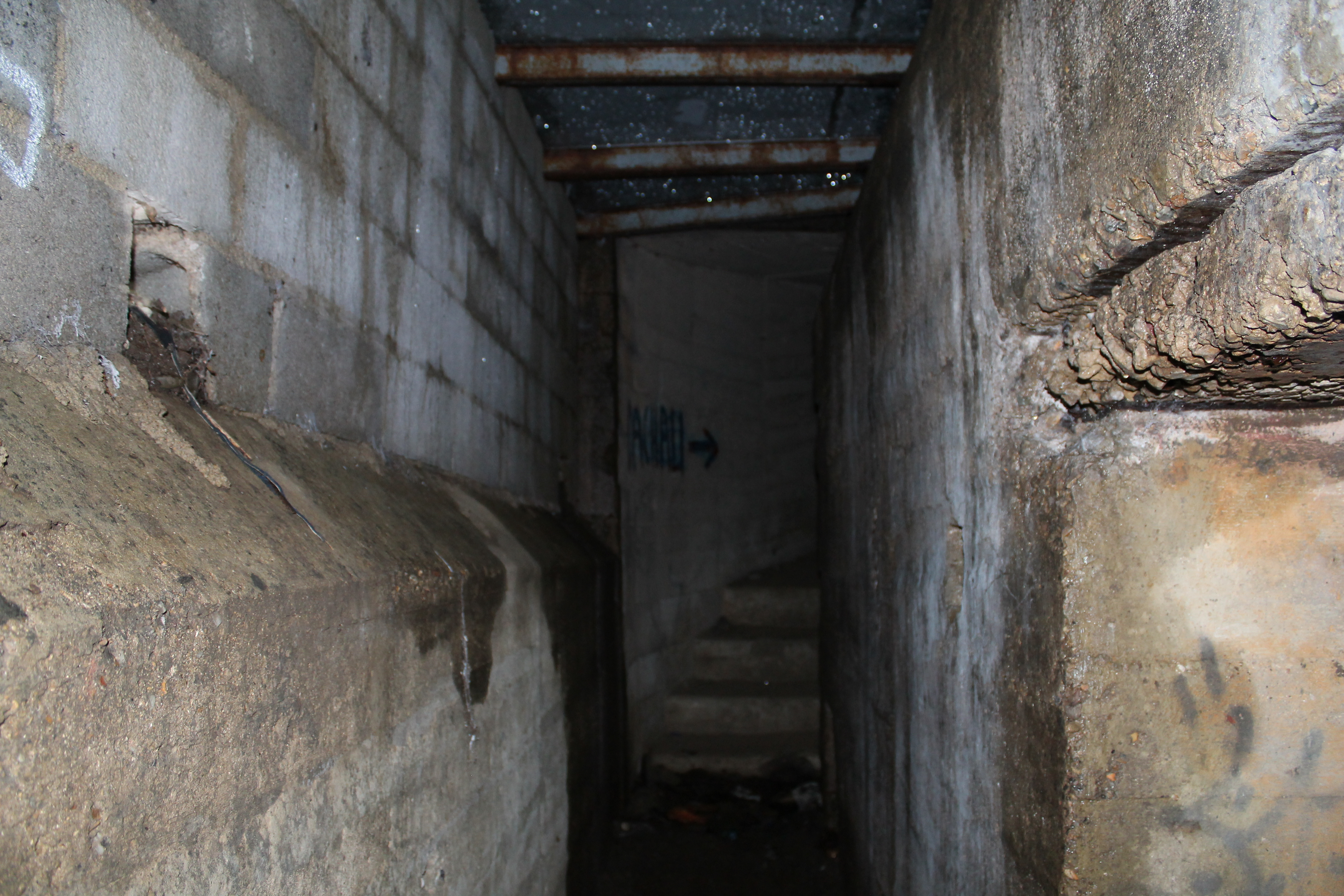
Vue de l'intérieur du tunnel en 2013. À droite, le Regelbau 667 ; en bas à gauche le mur de protection et par-dessus, la partie ajoutée après l'occupation avec le plafond.

### Champs de mines et plages

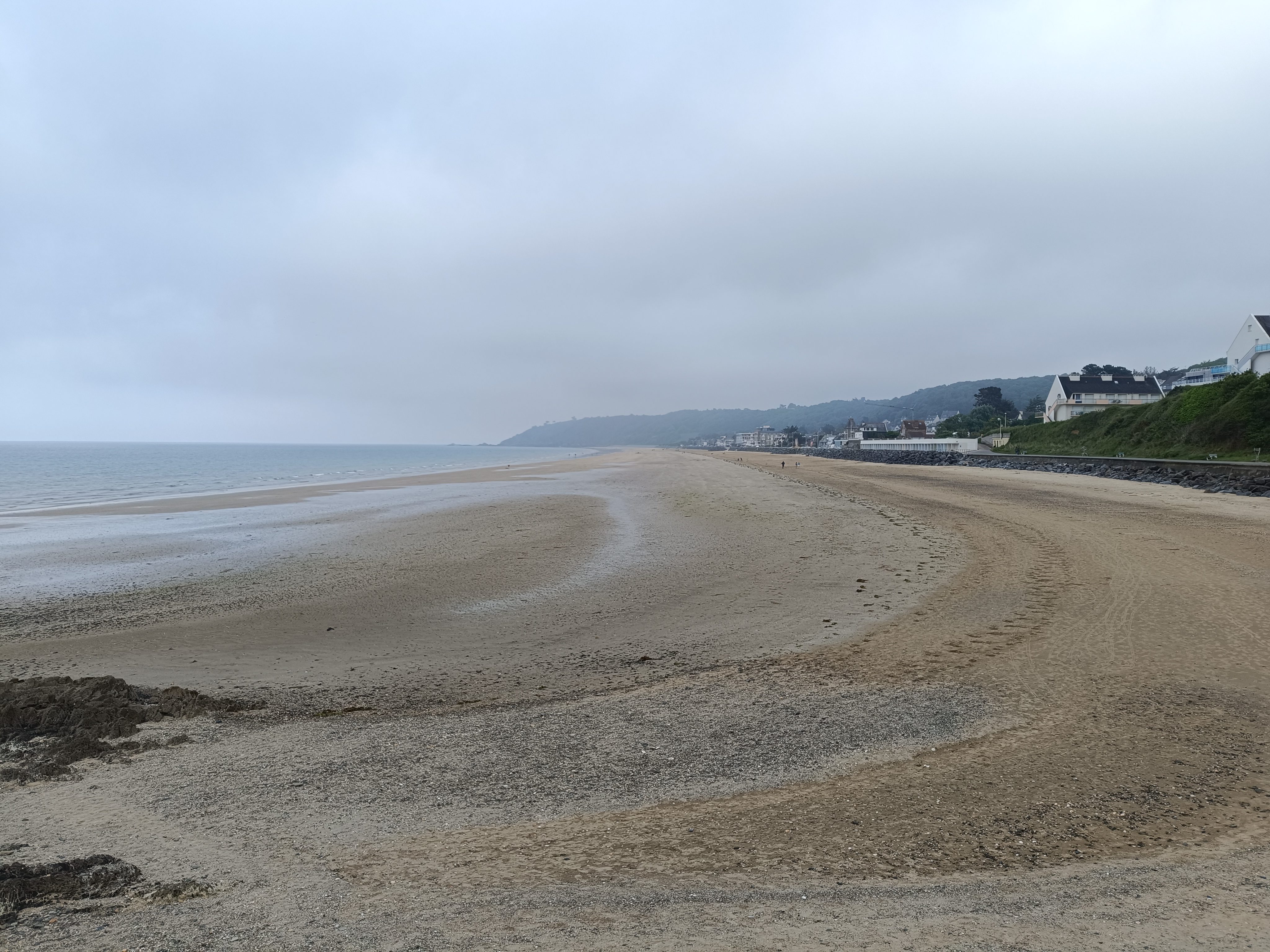
Vue générale de la plage des Rosaires depuis le secteur 09c.

Les Rosaires ont disposé d'un champ de mines terrestre. Ceux-ci, codé Rance II/76, a été installé par les sapeur de la 1°kp/Pi Btl 266 (266e division d'infanterie),.
Les plages des Rosaires et de Tournemine étaient recouvertes d'éléments anti-débarquement tels que des pieux en bois, des hérissons tchèques, des fils de fer barbelés et probablement des emplacements avec mitrailleuses (modèles MG 34 ou MG 42). Le bois provenait de la forêt de Lorge qui était ensuite acheminé par l'entreprise Laminoir et Trefileries de Paris (LTP) qui était chargé de par l'Organisation Todt d'effectuer ces travaux de défense.

### Lieux occupés par les allemands

#### Kaserne Felix Prause
L'hôtel Rosaria, élément principal de la station balnéaire, est rapidement occupé par les troupes allemandes. Il prendra alors le nom de « Kaserne Felix Prause » durant toute l'occupation. Y sont loger des généraux et autres officiers, ainsi que des personnalités importantes. Il est également transformé en quartier général par une unité de mitrailleurs en side-car. L'hôtel disposait également de quatre statues d'aigles prenant leurs envol qui ornaient les terrasses. Celle-ci ont été retirés par les allemands afin de réutilisé le métal,.

#### Standortkommandantur
Le bâtiments des galeries Parisiennes, qui partage également un garage automobile, est réquisitionné par l'armée allemande afin d'y installer la Standortkommandantur. Le bâtiment, démoli en 1978, ce situait à l'entrée de la station balnéaire, boulevard du Roi d'Ys, et laisse actuellement place à deux terrain de tennis.

#### Autres réquisitions
La ferme des Villes Gaudu, située sur la route en direction de Tournemine, devait probablement être occupé par les allemands également. Un hangar en béton de la ferme dispose du même style de fabrication que les bunkers[réf. souhaitée].